# Semustina
La semustina è un composto organico della famiglia delle nitrosuree, utilizzato in passato in chemioterapia. È strutturalmente simile alla lomustina, ma si differenzia da questa per avere un gruppo metile supplementare sul cicloesano.
La semustina è stata ritirata dal mercato per via del suo effetto cancerogeno; l'Agenzia internazionale per la ricerca sul cancro l'ha classificata tra i cancerogeni di tipo 1, ossia tra i composti chimici il cui effetto tumorigeno è stato accertato.

## Tossicità
La dose tossica minima negli esseri umani adulti è compresa tra i 6 e i 90 mg per kg di peso, se il farmaco è assunto per via orale; è invece di 37 950 mg su kg per 2 anni nei bambini, sempre per via orale.
La dose letale minima si attesta attorno ai 25 mg su kg di peso nel cane (con somministrazione orale), 14 mg su kg sempre nel cane ma per via endovenosa, 100 mg su kg nelle scimmie per via orale, 45 mg su kg nelle scimmie per via endovenosa, 100 mg su kg nel topo mediante iniezione.